# Henry Uche
Henry Iffanyi Uche (sinh ngày 18 tháng 8 năm 1990) là một cầu thủ bóng đá người Nigeria thi đấu ở vị trí tiền vệ cho AFC Leopards.

## Sự nghiệp

### Sự nghiệp câu lạc bộ
Sau khi thi đấu ở Nigeria cùng với Shooting Stars và Enyimba, Ucanh chuyển đến câu lạc bộ Albania FK Kukësi vào tháng 1 năm 2014.
Ucanh ký hợp đồng với AFC Leopards vào ngày 15 tháng 12 năm 2017.

### Sự nghiệp quốc tế
Anh ra mắt quốc tế cho Nigeria năm 2012.